# Сексказка
«СекСказка» — радянська містична мелодрама 1991 року, режисера Олени Ніколаєвої, за мотивами оповідання Володимира Набокова.

## Сюжет
Макс — молодий, бідний, закомплексований хлопець, що мріє про справжнє кохання. У ніч під Різдво він зустрічає жінку, яка представляється сатаною в жіночому втіленні. Діана пропонує Максу гру, на кону якої — всі завойовані Максом дівчата. Одна умова: опівночі число обраниць має бути непарним. Макс умову приймає і за п'ять хвилин до дванадцятої в його арсеналі п'ять підкорених дам. Але азартні ігри з чортами — не такі прості, як здаються на перший погляд.

## У ролях
- Людмила Гурченко —  Діана
- Сергій Жигунов —  Макс
- Олена Лісовська —  черниця
- Ольга Толстецька —  офіціантка
- Марія Антипова —  кінозірка
- Гедимінас Гірдвайніс —  режисер
- Олена Степанова —  фрачна пара
- Аста Жукаускайте —  дівчинка
- Она Кнапкіте-Юкнявічене — епізод
- Олексій Земський — епізод
- Євгеніус Олбікас — епізод
- Н. Волков — епізод
- Юрій Каран — епізод
- Олег Грищук — епізод
- Е. Жукаускене — епізод
- Д. Бразайтіс — епізод
- Володимир Костарєв — епізод
- А. Романовскіс — епізод
- Альгіс Каріняускас — епізод
- Маріс Мартінсонс — епізод
- Ірмантас Бачяліс — епізод
- М. Вяскяла — епізод
- С. Баранов — епізод
- Альвідас Стунгіс — епізод

## Знімальна група
- Автор сценарію: Олексій Рудаков, за участю Олени Ніколаєвої
- Режисер-постановник: Олена Ніколаєва
- Оператор-постановник: Максим Осадчий
- Художник-постановник: Галюс Клічюс
- Художник по костюмах: Гражина Ремейкайте
- Композитор: Юрій Потєєнко
- Художник по гриму: Тереза Маргарян
- Ансамбль солістів державного симфонічного оркестру СРСР
- Диригент: Юрій Потєєнко
  - Соло на флейті: О. Чернявський
  - Соло на роялі: Н. Чибісова
- Продюсери: Сергій Сенін, Андрій Борцов, Владислав Семернін